# Вьетри-ди-Потенца
Вьетри-ди-Потенца (итал. Vietri di Potenza) — коммуна в Италии, расположена в регионе Базиликата, подчиняется административному центру Потенца.
Население составляет 3096 человек, плотность населения составляет 60 чел./км². Занимает площадь 52 км². Почтовый индекс — 85058. Телефонный код — 0971.
Покровителем коммуны почитается святой мученик Ансельм (Sant'Anselmo), празднование в первое воскресение мая и во второе воскресение июля.